# Opilio magnus
Opilio magnus is een hooiwagen uit de familie echte hooiwagens (Phalangiidae).